# 642. pehotni polk (Wehrmacht)
Za druge 642. polke glejte 642. polk.
642. pehotni polk (izvirno nemško Infanterie-Regiment 642) je bil eden izmed pehotnih polkov v sestavi redne nemške kopenske vojske med drugo svetovno vojno.

## Zgodovina
Polk je bil ustanovljen 10. marca 1940 kot polk 9. vala kot Landesschützen-Regiment Oberost v Čenstohovi iz deželnih strelcev; polk je bil del 351. pehotne divizije.
20. avgusta istega leta je bil polk razpuščen. I. bataljon je bil reorganiziran v II. bataljon 584. pehotnega polka, medtem ko sta II. in III. bataljon postala bataljona deželnih strelcev.